# اتفاق خودش نمی‌افتد!
اتفاق خودش نمی‌افتد! فیلم‌نامه‌ای فیلم‌نشده از بهرام بیضایی است از سالِ ۱۳۸۱.

## متن
بیضایی فیلم‌نامه را به سالِ ۱۳۸۱ نوشت و انتشاراتِ روشنگران و مطالعات زنان در سالِ ۱۳۸۴ به صورتِ کتاب منتشرش کرد.

## فیلمِ ناساخته
بیضایی یک بار مجوّزِ ساختِ این تریلرِ سیاسی را از دولتِ ایران گرفت. ولی فیلمش ساخته نشد.